# Andrea Compagno
Andrea Compagno (Palermo, 22 aprile 1996) è un calciatore italiano, attaccante dello Jeonbuk Hyundai.

## Biografia
È figlio di Rosario Compagno, ex calciatore del Palermo.

## Caratteristiche tecniche
È un centravanti possente fisicamente, bravo di testa e abile nel gioco di sponda. È inoltre un ottimo rigorista.

## Carriera
Muove i suoi primi passi nelle giovanili del Palermo, squadra della sua città natale, per poi approdare al Catania nel 2011, che lo aggrega al proprio settore giovanile. Non riuscendo a trovare spazio in prima squadra, il 9 gennaio 2015 passa in prestito al Due Torri, formazione impegnata nel campionato di Serie D. L'8 settembre 2015 viene ceduto a titolo definitivo al Pinerolo. Il 12 gennaio 2016 viene tesserato dal Torino, che lo aggrega alla formazione Primavera.
Il 14 luglio 2016 torna al Pinerolo, dove però non riesce a trovare spazio, così il 2 dicembre firma con l'Argentina. L'8 luglio 2017 si accorda con il Borgosesia. Il 13 gennaio 2018 si trasferisce a parametro zero alla Nuorese.
Il 4 agosto 2018 viene acquistato dai sammarinesi del Tre Fiori. Il 27 giugno 2019 esordisce nelle competizioni UEFA per club nell'incontro perso 5-1 sul campo dei faroesi del KÍ Klaksvík, valido per il turno preliminare di Europa League, dove ha realizzato l'unica rete della sua squadra.
Il 14 luglio 2020 firma un contratto con i rumeni dell'FCU Craiova, ottenendo la promozione in massima serie al termine della stagione di Liga II 2020-2021. L'11 settembre 2021 debutta nella Liga I, giocando l'incontro perso per 1-0 contro l'Argeș Pitești. Il 10 dicembre successivo trova la sua prima rete in campionato, nella sconfitta per 1-2 contro l'Acad. Clinceni, realizzando la rete del temporaneo vantaggio della sua squadra.
Il 29 agosto 2022 passa al FCSB in cambio di 1,5 milioni di euro, più il 10% su una futura rivendita, firmando un biennale con opzione di rinnovo, con un ingaggio da 15.000 euro al mese. Termina l'anno solare con 24 reti – di cui 9 con il FCSB, inclusa una rete contro l'Anderlecht nella fase a gironi di UEFA Europa Conference League – complessive, venendo eletto miglior calciatore straniero del campionato rumeno.
Il 19 febbraio 2024, passa a titolo definitivo al Tianjin Jinmen Hu, nella massima serie cinese, con cui firma un contratto biennale. Nella sua prima stagione, segna 19 reti in 29 partite fra campionato e coppa; tuttavia, rescinde il proprio contratto con il club nel dicembre dello stesso anno.
Il 6 gennaio 2025, si accorda con il Jeonbuk Hyundai, nella massima serie sudcoreana.

## Statistiche

### Presenze e reti nei club
Statistiche aggiornate al 21 febbraio 2025.
| Stagione           | Squadra            | Campionato         | Campionato | Campionato | Coppe nazionali | Coppe nazionali | Coppe nazionali | Coppe continentali | Coppe continentali | Coppe continentali | Altre coppe | Altre coppe | Altre coppe | Totale | Totale |
| Stagione           | Squadra            | Comp               | Pres       | Reti       | Comp            | Pres            | Reti            | Comp               | Pres               | Reti               | Comp        | Pres        | Reti        | Pres   | Reti   |
| ------------------ | ------------------ | ------------------ | ---------- | ---------- | --------------- | --------------- | --------------- | ------------------ | ------------------ | ------------------ | ----------- | ----------- | ----------- | ------ | ------ |
| gen.-giu. 2015     | Due Torri          | D                  | 14         | 2          | CI-D            | -               | -               | -                  | -                  | -                  | -           | -           | -           | 14     | 2      |
| 2015-gen. 2016     | Pinerolo           | D                  | 15         | 1          | CI-D            | 0               | 0               | -                  | -                  | -                  | -           | -           | -           | 15     | 1      |
| gen.-giu. 2016     | Torino             | A                  | 0          | 0          | CI              | -               | -               | -                  | -                  | -                  | -           | -           | -           | 0      | 0      |
| ago.-dic. 2016     | Pinerolo           | D                  | 6          | 0          | CI-D            | -               | -               | -                  | -                  | -                  | -           | -           | -           | 6      | 0      |
| Totale Pinerolo    | Totale Pinerolo    | Totale Pinerolo    | 21         | 1          |                 | 0               | 0               |                    | -                  | -                  |             | -           | -           | 21     | 1      |
| dic. 2016-2017     | Argentina          | D                  | 16         | 5          | CI-D            | -               | -               | -                  | -                  | -                  | -           | -           | -           | 16     | 5      |
| 2017-gen. 2018     | Borgosesia         | D                  | 14         | 1          | CI-D            | 0               | 0               |                    | -                  | -                  | -           | -           | -           | 14     | 1      |
| gen.-giu. 2018     | Nuorese            | D                  | 15+1       | 1          | CI-D            | -               | -               | -                  | -                  | -                  | -           | -           | -           | 16     | 1      |
| 2018-2019          | Tre Fiori          | CS                 | 19+5       | 19+3       | CT              | 7               | 4               | UEL                | -                  | -                  | -           | -           | -           | 31     | 26     |
| 2019-2020          | Tre Fiori          | CS                 | 13         | 11         | CT              | 2               | 3               | UEL                | 2                  | 1                  | SM          | 0           | 0           | 17     | 15     |
| Totale Tre Fiori   | Totale Tre Fiori   | Totale Tre Fiori   | 37         | 33         |                 | 9               | 7               |                    | 2                  | 1                  |             | 0           | 0           | 48     | 41     |
| 2020-2021          | FCU Craiova        | L2                 | 12+10      | 2+5        | CR              | 3               | 2               | -                  | -                  | -                  | -           | -           | -           | 25     | 9      |
| 2021-2022          | FCU Craiova        | L1                 | 20+8       | 7+5        | CR              | 1               | 0               | -                  | -                  | -                  | -           | -           | -           | 29     | 12     |
| ago. 2022          | FCU Craiova        | L1                 | 7          | 5          | CR              | 0               | 0               | -                  | -                  | -                  | -           | -           | -           | 7      | 5      |
| Totale FCU Craiova | Totale FCU Craiova | Totale FCU Craiova | 57         | 24         |                 | 4               | 2               |                    | -                  | -                  |             | -           | -           | 61     | 26     |
| ago. 2022-2023     | FCSB               | L1                 | 18+9       | 11+4       | CR              | 0               | 0               | UECL               | 5                  | 1                  | -           | -           | -           | 32     | 16     |
| 2023-feb. 2024     | FCSB               | L1                 | 18         | 4          | CR              | 1               | 0               | UECL               | 4                  | 0                  | -           | -           | -           | 23     | 4      |
| Totale FCSB        | Totale FCSB        | Totale FCSB        | 45         | 19         |                 | 1               | 0               |                    | 9                  | 1                  |             | -           | -           | 55     | 20     |
| 2024               | Tianjin Jinmen Hu  | CSL                | 26         | 17         | CC              | 3               | 2               | -                  | -                  | -                  | -           | -           | -           | 29     | 19     |
| 2025               | Jeonbuk Hyundai    | KL1                | 6          | 4          | CCS             | 1               | 2               | ACL2               | 2                  | 2                  | -           | -           | -           | 9      | 8      |
| Totale carriera    | Totale carriera    | Totale carriera    | 249        | 105        |                 | 17              | 11              |                    | 13                 | 4                  |             | 0           | 0           | 279    | 120    |

## Palmarès

### Club

#### Competizioni nazionali
- Coppa Titano: 1

Tre Fiori: 2018-2019
- Supercoppa di San Marino: 1

Tre Fiori: 2019
- Campionato sammarinese: 1

Tre Fiori: 2019-2020
- Liga II: 1

FCU Craiova: 2020-2021

### Individuale
- Capocannoniere del campionato sammarinese: 1

2018-2019 (22 gol)
- Trofeo Koppe: 1

2019
- Miglior calciatore straniero del campionato rumeno: 1

2022